# Cowansville
Cowansville is een stad (ville) in de Canadese provincie Québec en telt 12.032 inwoners (2001).

## Geboren
- Maxence Parrot (1994), snowboarder